# Schönau an der Triesting
Schönau an der Triesting osztrák község Alsó-Ausztria Badeni járásában. 2022 januárjában 2110 lakosa volt. 

## Elhelyezkedése

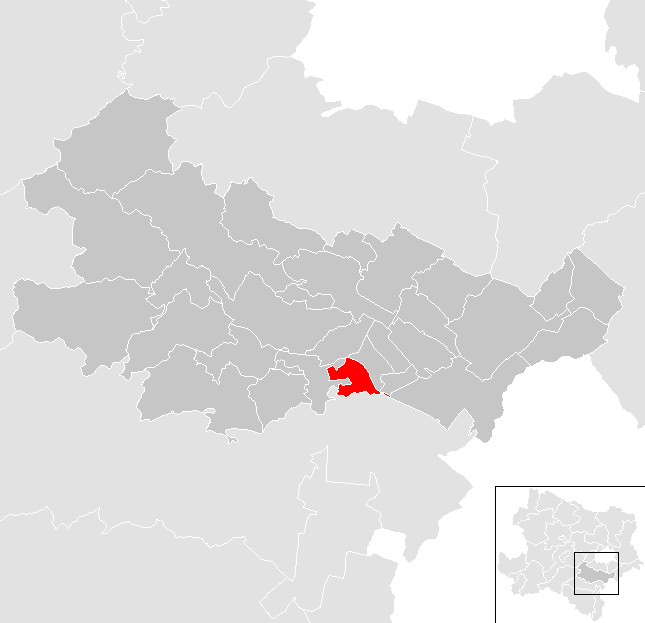
Schönau an der Triesting a Badeni járásban

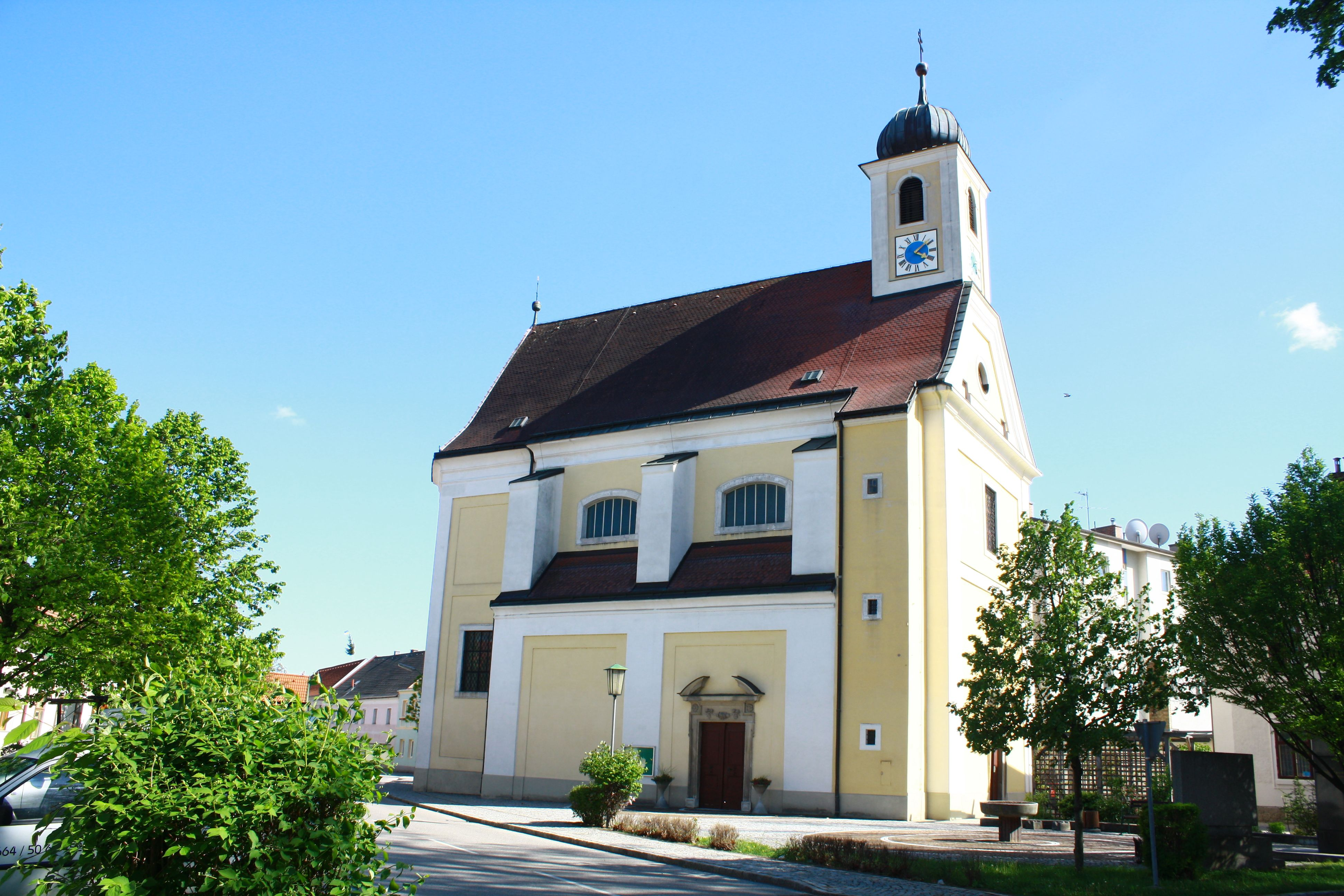
A Szt. András-plébániatemplom

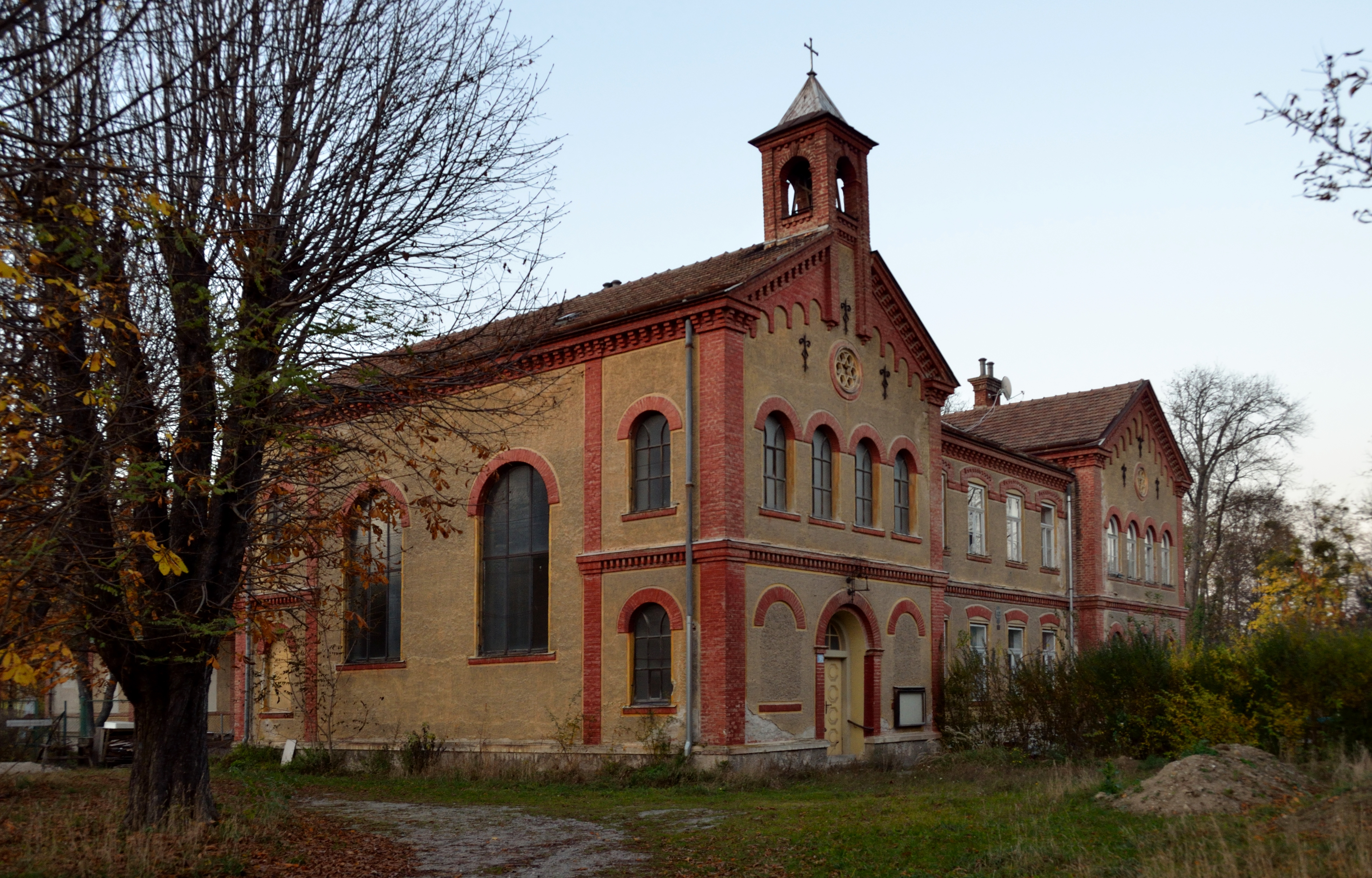
A Szt. Borbála-templom

Schönau an der Triesting a tartomány Industrieviertel régiójában fekszik, a Bécsi-medence délnyugati peremén, a Triesting folyó mentén. Területének 13,2%-a erdő, 55,8% áll mezőgazdasági művelés alatt. Az önkormányzat 3 települést és településrészt egyesít: Dornau (18 lakos 2022-ben), Schönau an der Triesting (1451) és Siebenhaus (641).
A környező önkormányzatok: nyugatra Leobersdorf, északra Kottingbrunn, északkeletre Günselsdorf, keletre Blumau-Neurißhof, délkeletre Pottendorf, délre Sollenau.

## Története
Schönaut 1179-ben említik először. 1441-ben már önálló egyházközségként hivatkoztak rá; később Sollenau plébániája alá tartozott, majd 1908-ban ismét visszanyerte függetlenségét. A mai, Szt. Andrásnak szentelt plébániatemplom 1671-1675 között épült és korábbi Szt. József-kápolna helyén. 
1796-ban Peter von Braun báró vásárolta meg a régi schönaui várat, amelyet teljesen átépített és látványos parkot létesített körülötte. 1811/12-ben Braun fonóüzemet létesített a faluban, amelyet 1823-ban eladott a Pacher von Theinburg családnak. Az üzem épületét 1939-ben lebontották. 
1880-1894 között ifjabb Johann Strauss zeneszerzőnek villája volt a településen (ma Villa Leuzendorf).

## Lakosság
A Schönau an der Triesting-i önkormányzat területén 2021 januárjában 2110 fő élt. A lakosságszám 1961-től gyarapodó tendenciát mutatott, az utóbbi években stagnál. 2020-ban az ittlakók 89,8%-a volt osztrák állampolgár; a külföldiek közül 1,5% a régi (2004 előtti), 3,6% az új EU-tagállamokból érkezett. 4,4% az egykori Jugoszlávia (Szlovénia és Horvátország nélkül) vagy Törökország, 0,7% egyéb országok polgára volt. 2001-ben a lakosok 66,2%-a római katolikusnak, 6,2% evangélikusnak, 2,6% ortodoxnak, 8,7% mohamedánnak, 15,6% pedig felekezeten kívülinek vallotta magát. Ugyanekkor 11 magyar élt a községben; a legnagyobb nemzetiségi csoportokat a németek (90,7%) mellett a törökök (3,2%), a szerbek (2,1%) és a horvátok (1,2%) alkották.
A népesség változása:

| 2016 | 2 101 |
| 2018 | 2 123 |

## Látnivalók

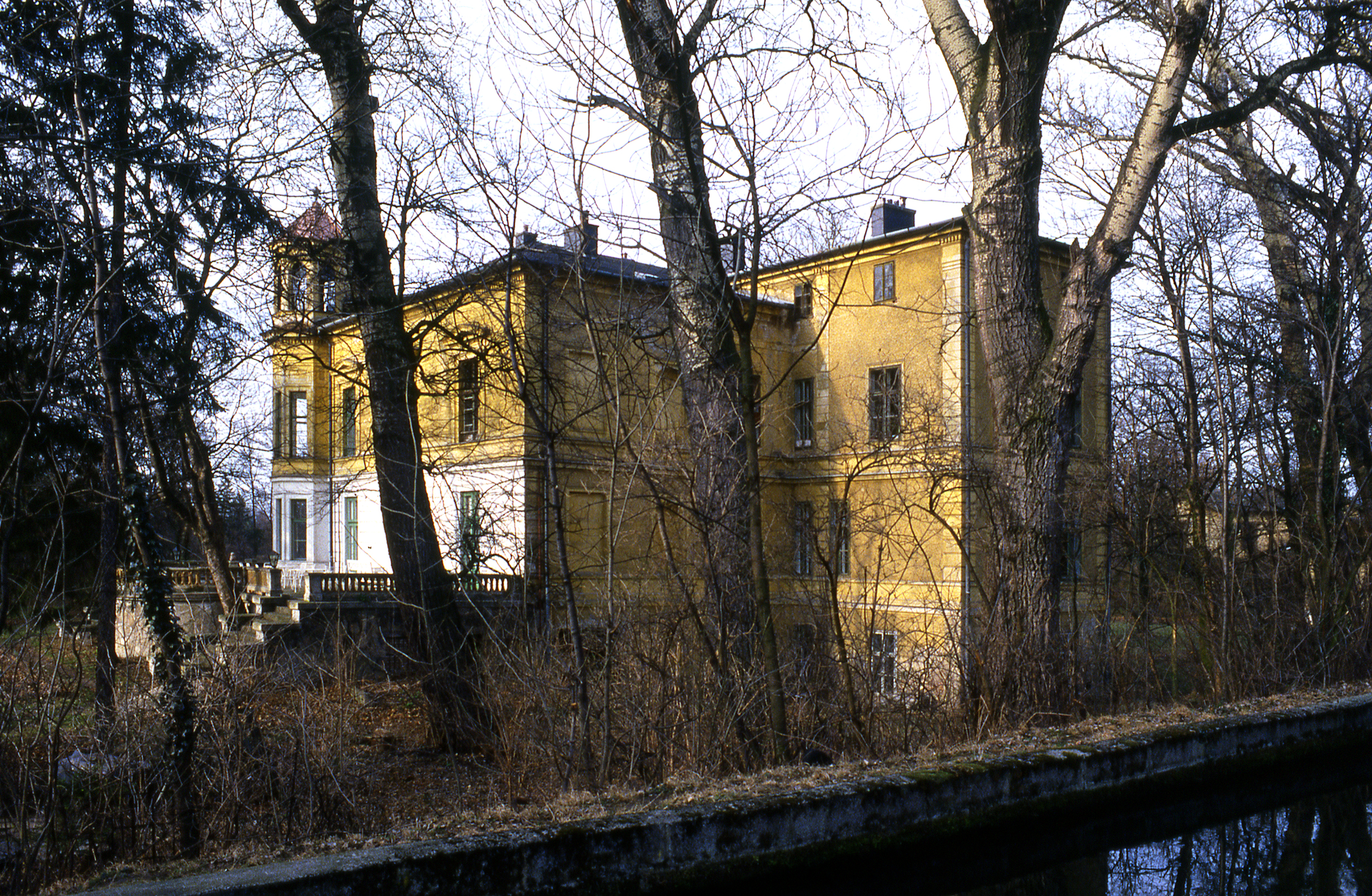
A Strauss-villa

- a schönaui kastély, és a kastélypark, benne az ún. Éjtemplom romjaival
- a Szt. András-plébániatemplom
- a helytörténeti múzeum
- a Strauss-villa

## Fordítás
- Ez a szócikk részben vagy egészben  a   Schönau an der Triesting című német Wikipédia-szócikk ezen változatának fordításán alapul.  Az eredeti cikk szerkesztőit annak laptörténete sorolja fel. Ez a jelzés csupán a megfogalmazás eredetét és a szerzői jogokat jelzi, nem szolgál a cikkben szereplő információk forrásmegjelöléseként.